# Automobiles Gonfaronnaises Sportives
Az Automobiles Gonfaronnaises Sportives (közismert rövidítéssel AGS, más néven Gonfaron Sports Cars) egy francia versenyautótervező csapat, amely számos versenykategóriában megmérette magát fennállása harminc éve alatt, köztük 1986 és 1991 között a Formula–1-ben.
A csapat megszűnését követően is megmaradt Le Luc-ben egy Formula–1-es pilótaiskola.

## Története
A csapatot egy francia mérnök, Henri Julien alapította, aki egy benzinkutat üzemeltetett Gonfaronban, egy francia vidéki településen. Az ötvenes évek végén és a hatvanas évek elején Julien maga is indult különféle autóversenyeken. Habár pilótaként nem ért el jó eredményeket, szaktudása révén hamar rájött, hogy versenyautókat kell építenie.
Első autója az AGS JH1 nevet kapta, amely 1969-ben készült el. Ez egy apró együléses autó volt, amit a Formula France kategóriába kívánt nevezni. A kasztnit Julien régi tanítványa, a belga Christian Vanderpleyn tervezte, aki egészen 1988-ig a csapat mellett maradt. Az idő múlásával hamarosan elkészítették saját Formula–3-as autóikat, amelyek  a hetvenes évek végén jók voltak ugyan, de nem versenyezhettek az akkor éppen domináns Automobiles Martini autóival.
1978-ban az AGS benevezett az európai Formula–2 bajnokságba, ahol autójukat, az AGS JH15-öst önmaguk tervezték, maguk építették és maguk versenyeztették. A Formula–2 azonban túl nagy falat volt számukra és se ebben az évben, se 1979-ben nem szereztek egyetlen pontot sem. Az 1980-as évek elején megfordult a szerencséjük és rendszeres pontszerzők voltak. A csapat történelmet írt, amikor saját pilótája, Philippe Streiff megnyerte a szezonzáró 1984-es nagydíjat.
1985-ben beneveztek a Formula–3000-be a JH20-assal, amely egy Duqueine VG4 Formula–3-as kasztnin alapult. Az autókban a Ford DFV motorjai kaptak helyet, melyek tuningjáért Heini Mader svájci cége volt felelős.
1986 nyarán az AGS benevezett a Formula–1-be is, ekkor még csak egyetlen autóval, és csak a szezon végén, az olasz nagydíjra. A csapatnak egész hihettelen módon csak hét alkalmazottja volt és ugyanabban a vidéki garázsban volt a főhadiszállása, mint a kezdetektől. A JH21C nevet kapó autó egy átalakított Formula–3000-es kasztni volt, a nemrég a sportágból kivonult Renault alkatrészeit is felhasználva. A hajtásért a Motori Moderni turbómotorja felelt, az egyetlen versenyző pedig Ivan Capelli volt. Azon a két versenyen, amin indult, egyiken se tudta befejezni a futamot.
1987-ben már a teljes szezonban részt vettek - a JH22-es gyakorlatilag megegyezett az elődjével, azonban a motort a Ford DFZ szívómotorjára cserélték. Egyik pilótájuk a csapat régi Formula–2-es versenyzője, Pascal Fabre volt, aki stabilan, szinte hiba nélkül versenyzett, de a pontszerzésre nem volt esélye. Az utolsó két versenyre a helyére Roberto Moreno ült be, aki Ausztráliában szerzett egy pontot a csapattal, ezzel pontegyenlőséggel végeztek a nagy múltú Ligier és March csapatokkal.
1988-ban Philippe Streiff volt az egyetlen pilótájuk, aki azonban a versenyek töbsségéről műszaki hibák vagy balesetek miatt kiesett. Az idény során pénzügyi nehézségek kezdték el őket sújtani - szponzoruk, a Boygues csoport vállalta, hogy nemcsak a versenyzésüket támogatják, de anyagilag is hozzájárulnak egy új, Gonfaronon kívüli főhadiszállás felépítéséhez. Az üzem építése közben azonban a Boygues váratlanul kihátrált a csapat mögül, ezért Juliennek el kellett adnia a csapatát egy befektetőnek, bizonyos Cyril de Rouvre-nak.
A csapat menedzsmentje sűrűn cserélődött, Vanderplayn pedig átigazolt a Coloni csapathoz. Ráadásul Streiff az 1989-es szezonkezdet előtt súlyos balesetet szenvedett egy teszten, aminek következtében lebénult. A helyére Gabriele Tarquini érkezett, aki a szezon elején meglepően jól teljesített és többször közel került a pontszerzéshez. Mexikóban aztán szerzett egy pontot - sajnos ez volt nemcsak a szezon, de a csapat további története során is a csúcspont. Az idény második felétől prekvalifikációra kényszerültek, a szezont pedig egy ponttal a tizenötödik helyen zárták. A nyári hónapokban felmerült, hogy az AGS az MGN által gyártott W12-es motorokat használja, de csak egy átépített JH22-esben tesztelte a motorfejlesztésért felelős Guy Négre.
1990 még ennél is katasztrofálisabban sikerült: mindössze háromszor tudtak futamot befejezni és ebbőla  legjobb helyezés Yannick Dalmas spanyolországi kilencedik helye volt. 1991-re a csapat pénzügyi helyzete is tragikussá vált, az első két futamon a csapat szerelőinek maguknak kellett kifizetni a szállodai szobájukat. Tarquini a szezonnyitó amerikai nagydíjon a nyolcadik helyen ért célba, és ez volt az utolsó eset, hogy egy AGS-autó meglátta a kockás zászlót. De Rouvre eladta olasz befektetőknek a csapatot, de sok minden nem változott. Pár verseny erejéig bevetették az utolsó új autójukat, a JH27-est, de a spanyol nagydíj után a csapat csődöt jelentett és visszaléptek a további versenyzéstől.

## Formula–1-es eredmények
| Év   | Kasztni            | Motor                            | Gumi | Versenyzők         | 1   | 2   | 3   | 4   | 5   | 6   | 7   | 8   | 9   | 10  | 11  | 12  | 13  | 14  | 15  | 16  | Pont | Helyezés |
| ---- | ------------------ | -------------------------------- | ---- | ------------------ | --- | --- | --- | --- | --- | --- | --- | --- | --- | --- | --- | --- | --- | --- | --- | --- | ---- | -------- |
| 1986 | AGS JH21C          | Motori Moderni 615-90 V6 (turbó) | P    |                    | BRA | ESP | SMR | MON | BEL | CAN | USE | FRA | GBR | GER | HUN | AUT | ITA | POR | MEX | AUS | 0    | -        |
| 1986 | AGS JH21C          | Motori Moderni 615-90 V6 (turbó) | P    | Ivan Capelli       |     |     |     |     |     |     |     |     |     |     |     |     | Ki  | Ki  |     |     | 0    | -        |
| 1987 | AGS JH22           | Ford DFZ V8                      | G    |                    | BRA | SMR | BEL | MON | USA | FRA | GBR | GER | HUN | AUT | ITA | POR | ESP | MEX | JPN | AUS | 1    | 12.      |
| 1987 | AGS JH22           | Ford DFZ V8                      | G    | Pascal Fabre       | 12  | 13  | 10  | 13  | 12  | 9   | 9   | Ki  | 13  | NC  | NK  | NK  | Ki  | NK  |     |     | 1    | 12.      |
| 1987 | AGS JH22           | Ford DFZ V8                      | G    | Roberto Moreno     |     |     |     |     |     |     |     |     |     |     |     |     |     |     | Ki  | 6   | 1    | 12.      |
| 1988 | AGS JH23           | Ford DFZ V8                      | G    |                    | BRA | SMR | MON | MEX | CAN | USE | FRA | GBR | GER | HUN | BEL | ITA | POR | ESP | JPN | AUS | 0    | -        |
| 1988 | AGS JH23           | Ford DFZ V8                      | G    | Philippe Streiff   | Ki  | 10  | Ni  | 12  | Ki  | Ki  | Ki  | Ki  | Ki  | Ki  | 10  | Ki  | 9   | Ki  | 8   | 11  | 0    | -        |
| 1989 | AGS JH23B AGS JH24 | Ford DFR V8                      | G    |                    | BRA | SMR | MON | MEX | USA | CAN | FRA | GBR | GER | HUN | BEL | ITA | POR | ESP | JPN | AUS | 1    | 15.      |
| 1989 | AGS JH23B AGS JH24 | Ford DFR V8                      | G    | Philippe Streiff   | Vi  |     |     |     |     |     |     |     |     |     |     |     |     |     |     |     | 1    | 15.      |
| 1989 | AGS JH23B AGS JH24 | Ford DFR V8                      | G    | Gabriele Tarquini  |     | 8   | Ki  | 6   | 7   | Ki  | Ki  | NK  | NeK | NeK | NeK | NeK | NeK | NeK | NeK | NeK | 1    | 15.      |
| 1989 | AGS JH23B AGS JH24 | Ford DFR V8                      | G    | Joachim Winkelhock | NeK | NeK | NeK | NeK | NeK | NeK | NeK |     |     |     |     |     |     |     |     |     | 1    | 15.      |
| 1989 | AGS JH23B AGS JH24 | Ford DFR V8                      | G    | Yannick Dalmas     |     |     |     |     |     |     |     | NeK | NeK | NeK | NeK | NeK | NeK | NeK | NeK | NeK | 1    | 15.      |
| 1990 | AGS JH24 AGS JH25  | Ford DFR V8                      | G    |                    | USA | BRA | SMR | MON | CAN | MEX | FRA | GBR | GER | HUN | BEL | ITA | POR | ESP | JPN | AUS | 0    | -        |
| 1990 | AGS JH24 AGS JH25  | Ford DFR V8                      | G    | Gabriele Tarquini  | NPK | NPK | NPK | NPK | NPK | NPK | NPK | Ki  | NPK | 13  | NK  | NK  | NK  | Ki  | NK  | Ki  | 0    | -        |
| 1990 | AGS JH24 AGS JH25  | Ford DFR V8                      | G    | Yannick Dalmas     | NPK | Ki  | NPK | NPK | NPK | NPK | 17  | NPK | NK  | NK  | NK  | NC  | Ki  | 9   | NK  | NK  | 0    | -        |
| 1991 | AGS JH25B AGS JH27 | Ford DFR V8                      | G    |                    | USA | BRA | SMR | MON | CAN | MEX | FRA | GBR | GER | HUN | BEL | ITA | POR | ESP | JPN | AUS | 0    | -        |
| 1991 | AGS JH25B AGS JH27 | Ford DFR V8                      | G    | Gabriele Tarquini  | 8   | Ki  | NK  | Ki  | NK  | NK  | NK  | NK  | NK  | NPK | NPK | NPK | NPK |     |     |     | 0    | -        |
| 1991 | AGS JH25B AGS JH27 | Ford DFR V8                      | G    | Olivier Grouillard |     |     |     |     |     |     |     |     |     |     |     |     |     | NPK |     |     | 0    | -        |
| 1991 | AGS JH25B AGS JH27 | Ford DFR V8                      | G    | Stefan Johansson   | NK  | NK  |     |     |     |     |     |     |     |     |     |     |     |     |     |     | 0    | -        |
| 1991 | AGS JH25B AGS JH27 | Ford DFR V8                      | G    | Fabrizio Barbazza  |     |     | NK  | NK  | NK  | NK  | NK  | NK  | NPK | NPK | NPK | NPK | NPK | NPK |     |     | 0    | -        |

## Forráshivatkozások
1. ↑  The history of the Team F1 AGS Formule 1. web.archive.org, 2014. február 24. (Hozzáférés: 2024. október 31.)
2. ↑  Az AGS-sztori… (magyar nyelven). Napi F1 sztori, 2020. április 3. (Hozzáférés: 2024. október 31.)
3. ↑  Around and about, May 1989 (brit angol nyelven). Motor Sport Magazine, 2014. július 7. (Hozzáférés: 2024. október 31.)